# 海布魯赫巴赫河
51°5′24.7″N 7°31′42.4″E / 51.090194°N 7.528444°E
海布魯赫巴赫河（德語：Heibruchbach），是德國的河流，位於該國西部，處於北萊茵-威斯特法倫州，屬於伍珀河的左支流，河道全長0.3公里，河畔城鎮有馬林海德。